# 에리크 고동
에리크 고동(프랑스어: Éric Godon, 1959년 2월 7일 ~ )은 벨기에의 배우 겸 작가이다.

## 방송
- 더 미씽

## 영화
- 안나 (2019년) - 바실리에프 역
- 필그리미지 (2017년) - 바론 역
- 낫싱 세이크리드 (2015년)
- 아르덴 (2015년)
- 미스터 하이네켄 (2015년) - 경찰기동차량 운전수 역
- 더 인트루더 (2014년)
- 스윗 프랑세즈 (2014년) - 조셉 역
- 어레스트미 (2014년)
- 피싱 위드아웃 네츠 (2013년)
- 10 데이즈 인 골드 (2012년)
- 하드데이 (2012년) - 메이틀랜드 역
- 인시던트 (2011년)
- 올 아워 디자이어스  (2011년)
- 롱 폴링 (2011년) - 드바커 역
- 라스트카니발 (2010년) - 지탄 역
- 더 팩 (2010년)
- 프롬 파리 위드 러브 (2010년)
- 시스터 스마일 (2009년)
- 팀퍼틸 아이들 (2008년) - 도살자 스테트너 역
- 킬러들의 도시 (2008년)
- 언 시크릿 (2007년)
- 르 폴랑 (2006년)
- J'aurais voulu être un danseur (2007)
- 바타넨의 토끼 (2006년)
- 인드링거 (2005년)
- 미로 (2003년)